# Tibú
Tibú es un municipio de Colombia ubicado en el departamento de Norte de Santander, en el nordeste del país, en la frontera con Venezuela y a orillas del río que lleva su mismo nombre. Entre las poblaciones más habitadas es la Quinta del departamento después de Cúcuta, Ocaña, Villa del Rosario y Los Patios, su población es de 60 119 habitantes. Es el municipio más de extenso que tiene el departamento con una superficie de 2737 km2.
El municipio de Tibú, está localizado al nordeste del país, en la frontera con el estado Zulia (Venezuela). La distancia en línea recta entre Cúcuta y Tibú es de 87,85km, la distancia en ruta es de 120km; a 671 km de la capital del país, Bogotá.
Geográficamente se encuentra ubicada en el valle del río Catatumbo y sus diferentes afluentes. Su extensión territorial es de 2.737 km², su altitud promedio es de 75m sobre el nivel del mar y su temperatura media es de 32 °C.

## División político-administrativa
Aparte de su Cabecera municipal,  tiene bajo su jurisdicción tres corregimientos: 
- Campo Dos
- La Gabarra (corregimiento más poblado del municipio y del departamento)
- Pacelli.

Y además de los corregimientos citados, Tibú tiene los siguientes Centros Poblados:
- Campos Giles
- La Cuatro
- La Llana
- Petrolea
- Tres Bocas
- Versalles
- Vetas de Oriente
- La Soledad
- Llano Grande
- La Pista

Y adicional a lo anterior, tiene bajo su jurisdicción 184 veredas.

## Historia
En la época precolombina, la región del Catatumbo estuvo habitada por los indígenas motilones-barí.
El poblamiento de la cabecera municipal comenzó alrededor del año 1940 ya que, en el año 1939, la 'Colombian Petroleum Company' (COLPET) ubicó su área administrativa en el mismo sitio en donde aún se encuentra (2025) y colocó la alcabala de acceso a su zona exclusiva frente al lugar en donde hoy está el puesto de policía. Pocos meses después, atraídos por el boom de la industria petrolera empezaron a llegar colonos que, contrariando la prohibición de la empresa petrolera, empezaron a edificar casas de madera y bahareque a las afueras de la zona exclusiva de la petrolera y cerca a la alcabala para propiciar el origen al actual barrio San Martín y con ello el nacimiento del casco urbano del hoy municipio de Tibú. Y fue tal el auge de ese caserío que aproximadamente 5 años después el Consejo de Cúcuta lo elevó a la categoría de corregimiento, mediante Acuerdo # 5 del 8 de marzo de 1945. Siete años después de haberse categorizado a Tibú como corregimiento, la empresa petrolera taló una porción importante de selva al interior de su área administrativa para construir viviendas para sus empleados, pero por alguna razón, el proyecto se desechó en ese lugar y fue entonces cuando los Frailes Tomás María Vergara y Alfonso Gutiérrez, con permiso de la petrolera, trazaron las calles de lo que hoy es el centro del casco urbano municipal, distribuyeron entre la comunidad lotes del área talada y determinaron el lugar del parque principal y el cementerio (hasta hoy existente, propiedad de la Parroquia San Luis Bertrán). Ese mismo año se creó también la Misión San Luis Bertrán y erigió la Parroquia San Luis Bertrán como sede prelaticia, entre el obispo de Nueva Pamplona y Fray Alberto E. Ariza Sánchez, OP,  superior provincial de la Orden de Predicadores. 
Tibú fue sede de negociaciones entre los paramilitares de las Autodefensas Unidas de Colombia (AUC) y el gobierno nacional. En octubre del 2001 las AUC asesinaron al alcalde municipal Gonzalo Cárdenas. En plena campaña por la Alcaldía de Tibú del 2020-2023, el exalcalde y candidato por el partido conservador Bernardo Betancurt fue asesinado, por lo que su señora Corina Durán fue delegada para continuar su proyecto político, resultado elegida por el voto popular y posteriormente destituida por haberse postulado a las elecciones estando impedida legalmente.

## Geografía
El municipio de Tibú se encuentra ubicado en el valle del río Catatumbo y sus afluentes, en la parte Nororiental del departamento de Norte de Santander. Su extensión territorial es de 2.737km², su altitud es de 75 m s. n. m. y su temperatura media es de 32 °C. Se encuentra a una distancia de 125 km de la ciudad de Cúcuta, capital del departamento.

### Límites
- Norte y Oriente: Venezuela.
- Sur: Municipios de Cúcuta y Sardinata.
- Occidente: Municipios de Teorama, El Tarra y San Calixto.

### Hidrografía
Las principales fuentes hídricas de Tibú son los ríos Catatumbo, San Miguel, Socuavo Norte, Chiquito, Sardinata, Nuevo Presidente, Tibú, Socuavo Sur y Río de Oro, además de numerosas corrientes menores.

### Clima
| Parámetros climáticos promedio de Tibú, Norte de Santander. | Parámetros climáticos promedio de Tibú, Norte de Santander. | Parámetros climáticos promedio de Tibú, Norte de Santander. | Parámetros climáticos promedio de Tibú, Norte de Santander. | Parámetros climáticos promedio de Tibú, Norte de Santander. | Parámetros climáticos promedio de Tibú, Norte de Santander. | Parámetros climáticos promedio de Tibú, Norte de Santander. | Parámetros climáticos promedio de Tibú, Norte de Santander. | Parámetros climáticos promedio de Tibú, Norte de Santander. | Parámetros climáticos promedio de Tibú, Norte de Santander. | Parámetros climáticos promedio de Tibú, Norte de Santander. | Parámetros climáticos promedio de Tibú, Norte de Santander. | Parámetros climáticos promedio de Tibú, Norte de Santander. | Parámetros climáticos promedio de Tibú, Norte de Santander. |
| Mes                                                         | Ene.                                                        | Feb.                                                        | Mar.                                                        | Abr.                                                        | May.                                                        | Jun.                                                        | Jul.                                                        | Ago.                                                        | Sep.                                                        | Oct.                                                        | Nov.                                                        | Dic.                                                        | Anual                                                       |
| ----------------------------------------------------------- | ----------------------------------------------------------- | ----------------------------------------------------------- | ----------------------------------------------------------- | ----------------------------------------------------------- | ----------------------------------------------------------- | ----------------------------------------------------------- | ----------------------------------------------------------- | ----------------------------------------------------------- | ----------------------------------------------------------- | ----------------------------------------------------------- | ----------------------------------------------------------- | ----------------------------------------------------------- | ----------------------------------------------------------- |
| Temp. máx. abs. (°C)                                        | 39.0                                                        | 40.7                                                        | 38.8                                                        | 39.9                                                        | 38.9                                                        | 38.8                                                        | 39.1                                                        | 39.2                                                        | 38.6                                                        | 38.2                                                        | 39.0                                                        | 39.0                                                        | 40.7                                                        |
| Temp. máx. media (°C)                                       | 31.4                                                        | 32.1                                                        | 32.6                                                        | 32.8                                                        | 32.9                                                        | 33.1                                                        | 33.5                                                        | 33.8                                                        | 33.0                                                        | 32.7                                                        | 32.1                                                        | 31.7                                                        | 32.6                                                        |
| Temp. media (°C)                                            | 26.3                                                        | 26.9                                                        | 27.2                                                        | 27.6                                                        | 27.6                                                        | 27.6                                                        | 27.4                                                        | 27.7                                                        | 27.5                                                        | 27.1                                                        | 26.9                                                        | 26.3                                                        | 27.2                                                        |
| Temp. mín. media (°C)                                       | 21.4                                                        | 21.9                                                        | 22.2                                                        | 23.1                                                        | 23.2                                                        | 22.8                                                        | 22.4                                                        | 22.5                                                        | 22.4                                                        | 22.5                                                        | 22.6                                                        | 22.4                                                        | 22.5                                                        |
| Temp. mín. abs. (°C)                                        | 19.2                                                        | 16.0                                                        | 15.2                                                        | 17.5                                                        | 17.4                                                        | 17.5                                                        | 18.4                                                        | 18.0                                                        | 17.4                                                        | 18.0                                                        | 18.0                                                        | 18.0                                                        | 15.2                                                        |
| Lluvias (mm)                                                | 77                                                          | 106                                                         | 136                                                         | 312                                                         | 265                                                         | 168                                                         | 193                                                         | 231                                                         | 281                                                         | 355                                                         | 286                                                         | 178                                                         | 2588                                                        |
| Días de lluvias (≥ )                                        | 9                                                           | 9                                                           | 10                                                          | 16                                                          | 16                                                          | 14                                                          | 14                                                          | 15                                                          | 16                                                          | 18                                                          | 16                                                          | 14                                                          | 167                                                         |
| Horas de sol                                                | 147                                                         | 125                                                         | 127                                                         | 115                                                         | 152                                                         | 176                                                         | 198                                                         | 199                                                         | 162                                                         | 153                                                         | 135                                                         | 126                                                         | 1815                                                        |
| Humedad relativa (%)                                        | 83                                                          | 81                                                          | 81                                                          | 83                                                          | 84                                                          | 83                                                          | 82                                                          | 81                                                          | 83                                                          | 84                                                          | 87                                                          | 88                                                          | 83.3                                                        |
| Fuente: Parámetros climáticos IDEAM 1 de junio de 2019      |                                                             |                                                             |                                                             |                                                             |                                                             |                                                             |                                                             |                                                             |                                                             |                                                             |                                                             |                                                             |                                                             |

## Faro del Catatumbo

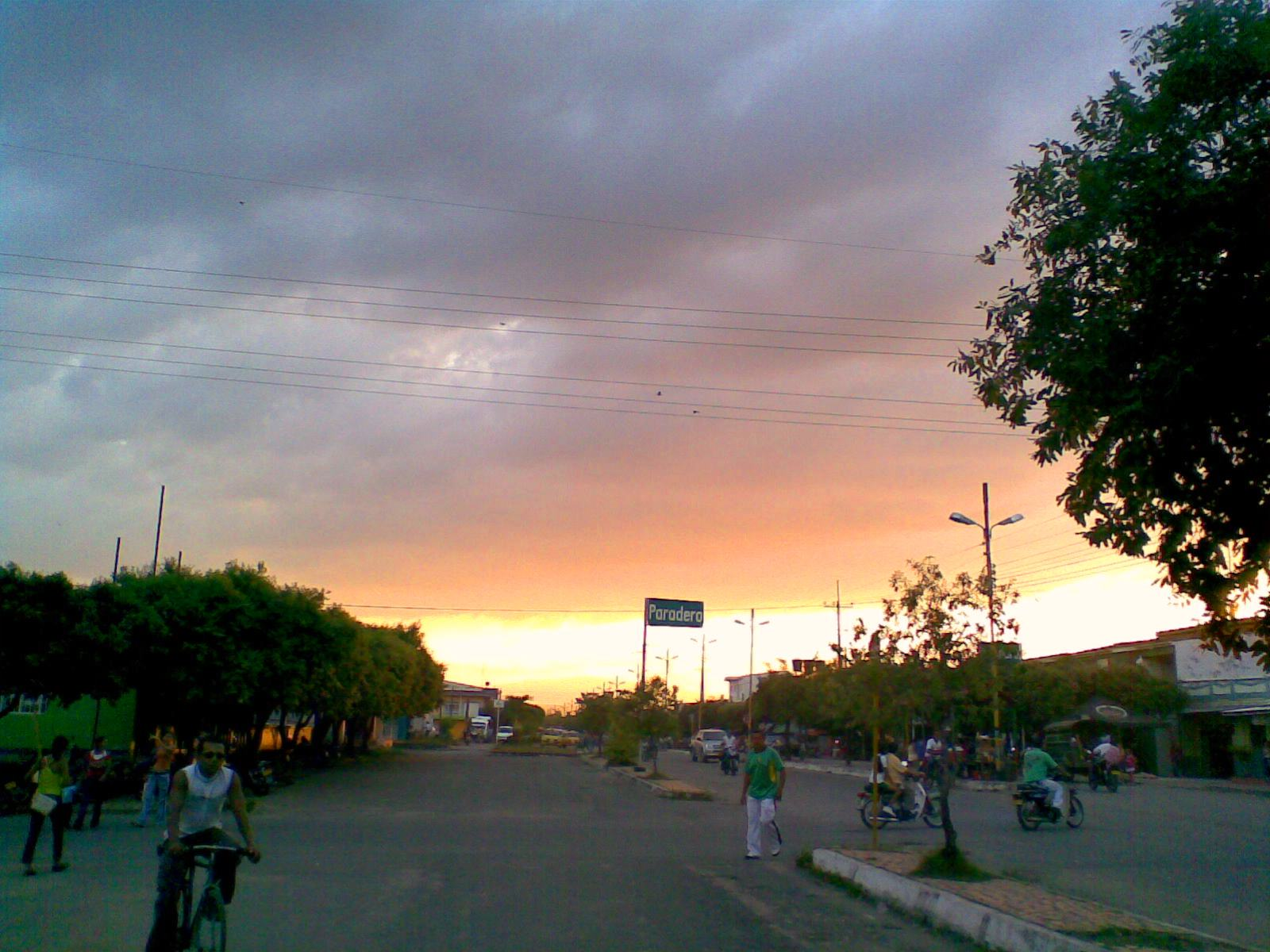
Faro del catatumbo

El faro o relámpago del Catatumbo es un fenómeno meteorológico de la región del Catatumbo venezolano, el cual se muestra como una resplandor de colores entre amarillos y rojizos sobre el cielo, mayoritariamente cuando es el atardecer en la zona, único en el mundo. El fenómeno natural tiene lugar en la desembocadura del río Catatumbo en el lago Maracaibo (Venezuela), y es visible desde el municipio de Tibú.

## Demografía
Según el último censo realizado por el Departamento Administrativo Nacional de Estadísticas (DANE) en el año 2021, la población de Tibú asciende a 60 119 habitantes, de los cuales 22 632 viven en la cabecera municipal propiamente dicha y el resto habita en corregimientos como La Gabarra, Campo Dos, Tres Bocas, Pacelli, entre otros.
La población de Tibú crece a un ritmo acelerado, puesto que, a pesar de que el municipio cuenta con pocos años de desde su fundación como municipio. Este aumento acelerado es causado por las ofertas de empleo que ofrecen las empresas petroleras que alberga la región, además del aumento de los inmigrantes venezolanos que se han refugiado en la zona y la llegada de tantos pobladores foráneos que llegan atraídos por los cultivos ilícitos y el floreciente negocio del narcotráfico.

### Tribus Motilonas
La tribu Motilón se clasifica en dos familias lingüísticas, los Barí, o "motilones mansos", y los Yukpa, o "motilones bravos". Los Barí hablan una lengua de la familia lingüística chibcha y se estima una población de 5.400 personas. Por otro lado, los Yukpa hablan una lengua de la familia lingüística Caribe, estos son considerados como los pigmeos americanos, porque su estatura no supera 1,30 m.

## Economía
La economía del municipio de Tibú es altamente minera, depende principalmente de la explotación petrolera, y hay grandes reservas de carbón y posiblemente uranio, aún hoy no explotado. Además de esto cuenta con importantes hectáreas de cultivos de cacao, yuca, maíz y palma de aceite, este último en aumento, como nuevo monocultivo. Cabe destacar que este municipio es muy comercial por ser fronterizo con Venezuela y cuenta con un importante sector de ganadería bovina. Lamentablemente los cultivos ilícitos de coca y marihuana se han extendido impresionantemente posicionando el municipio como uno de los mayores productores del país; este fenómeno ha contribuido al desplazamiento de comunidades, la llegada de tantos pobladores foráneos que se han movilizado desde muchos rincones de Colombia en pro de estos negocios ilícitos, el mantenimiento de grupos armados al margen de la ley que se nutren del narcotráfico e instauran su régimen de terror en la zona, el accionar de asociaciones que se presentan como "campesinas" o "humanitarias" pero que en el fondo manejan intereses económicos evidentes y/o se constituyen en brazos políticos de los grupos armados. 

## Instituciones de educación
El municipio cuenta con dos instituciones educativas, una privada: el Instituto Diversificado Domingo Savio, regentado por la Sociedad Salesiana, y una pública: la Institución Educativa Francisco José de Caldas; en la sede principal se concentra la educación básica secundaria y media vocacional, y en las sedes satélites ubicadas, en su mayoría, en el casco urbano (barrios La Esperanza, Marco Fidel Suárez, Kennedy, Camilo Torres y La Unión) la etapa preescolar y básica primaria.

## Sitios turísticos
- Iglesia catedral San Luis Beltrán, sede de la Parroquia con el mismo nombre.
- Parque (principal) Fray Tomás María Vergara, OP, cuyo nombre hace honor al fundador de la ciudad.
- Vereda Bertrania (ruinas de la iglesia prelaticia)
- La Batea
- Corregimiento Tres Bocas
- Club Barco
- Club de caza y pesca
- Pozo Azul (Vía Campo Yuca)
- Balneario Los Higuerones, a orillas del río Tibú
- Pozo La Selva
- Pozo Nevera
- Mirador La Florida
- Cuatro Chorros

## Festividades
- Fiesta de San Luis Bertrán, patrono de la ciudad y de la diócesis: 9 de octubre. Al amparo de esta festividad religiosa, el municipio suele organizar ferias y actividades populares.
- Festival de la vida en el corregimiento de La Gabarra que se celebra, en el mes de octubre.
- Fiesta de la Virgen de la Tablita, en el corregimiento Campo Dos: 2 de febrero.
- Día del Campesino.
- Semana cultural del Instituto Diversificado Domingo Savio: generalmente se realiza en la primera semana de noviembre.
- Semana cultural de la I.E. Francisco José de Caldas, generalmente en el mes de agosto.

## Vías de acceso
- Aéreas: Tibú cuenta con una pista de aterrizaje para aeronaves que es utilizada principalmente por Ecopetrol, empresas contratistas y Fuerzas Armadas.
- Terrestres: Las empresas de transporte Copetran, Cotrans, Catatumbo, Cotranscat prestan sus servicios para las rutas Cúcuta-Tibú, por una vía casi intransitable en algunos de sus tramos.

- Fluviales: Para el transporte fluvial se cuenta con canoas con motor fuera de borda y canoas sin motor.

## Tibuyanos ilustres
- Noemí Pérez: Pintora y artista plástica nacida en Tibú en 1962. Estudió Artes Plásticas en la Escuela de Bellas Artes de Barranquilla y Pintura en la Academia Superior de Artes de Bogotá (ASAB).[8]
- Julian Cabrales: Es un actor Tibuyano, que ha pasado por diferentes producciones televisivas Tu voz estéreo y Enfermeras; sin embargo, en la actualidad se ha dedicado a trabajar junto a Felipe Saruma y Andrea Valdiri en la producción de contenido que realiza la pareja en redes sociales.

## Ciudades hermanas
- Cúcuta, Colombia[cita requerida]
- Ocaña, Colombia[cita requerida]
- Barrancabermeja, Colombia[cita requerida]